# Велдон (Илиноис)
Велдон (енгл. Weldon) град је у америчкој савезној држави Илиноис.

## Демографија
По попису из 2010. године број становника је 429, што је 11 (-2,5%) становника мање него 2000. године.
| Група             | 2000.       | 2010.       |
| Белци             | 424 (96,4%) | 417 (97,2%) |
| Афроамериканци    | 0 (0,0%)    | 0 (0,0%)    |
| Азијати           | 3 (0,7%)    | 0 (0,0%)    |
| Хиспаноамериканци | 1 (0,2%)    | 8 (1,9%)    |
| Укупно            | 440         | 429         |